# Coracias abyssinicus
La carraca abisinia (Coracias abyssinicus) es una especie de ave coraciforme de la familia Coraciidae que vive en África.

## Descripción

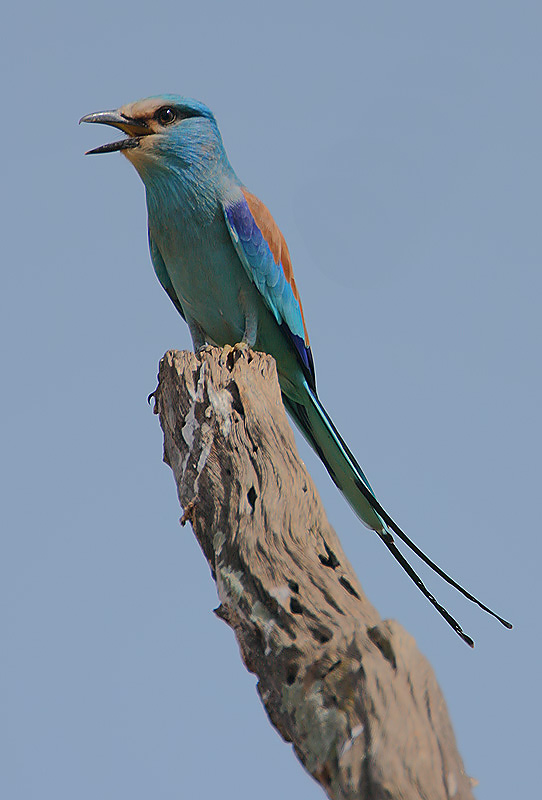
Ejemplar en Gambia.

La carraca abisinia es un ave de tamaño considerable que mide 28–30 cm de largo. Su espalda es de color castaño, mientras que en el resto de su plumaje predomina el azul, menos en las zonas próximas al pico que son blanquecinas o de color crema. Cuando despliegan las alas muestran sus primarias añiles que contrastan con el azul celeste del resto del cuerpo. Los adultos destacan por tener dos prolongaciones en los laterales de la cola, compuestas por dos plumas negras de 12 cm de longitud. Ambos sexos son de aspecto similar, y los juveniles son una versión de tonos apagados de los adultos.
La llamada de la carraca abisinia consiste en un sonido gak similar al de un cuervo, o bien gritos de tipo aaaargh.

## Distribución
Se encuentra en el Sahel y sus proximidades. En la parte meridional de su área de distribución es sedentaria, mientras que las poblaciones del sur realizan migraciones de corta distancia hacia el sur cuando empieza la estación seca. 
Es un ave común en los hábitats semiáridos con espacios abiertos y algunos árboles y que se ha adaptado a las tierras de cultivo y demás zonas humanizadas.

## Comportamiento
La carraca abisinia suele posarse en ramas expuestas de los árboles, postes y cables eléctricos, al acecho del paso de insectos y roedores para alimentarse. Se acercan a los incendios del pasto para atrapar a los invertebrados que se huyan del fuego. 
Su exhibición en época de cría incluye acrobacias aéreas. Anida en huecos de los árboles o construcciones con interior escasamente forrado, donde pone entre tres y seis huevos.